# Eutropia
Eutropia, d’origine syrienne, était l’épouse de l’empereur Maximien.

## Biographie
À la fin du IIIe siècle, Eutropia épousa Maximien. La date de ce mariage n’est pas certaine. Ils eurent deux enfants, un garçon, Maxence (né entre 277 et 287) qui fut empereur d’Occident de 306 à 312 et une fille Fausta Flavia Maxima (née aux environs de 298) qui fut la femme de l’empereur Constantin. Fausta eut elle-même six enfants dont Constantin II, Constance II et Constant

## Sources
- (en) Cet article est partiellement ou en totalité issu de l’article de Wikipédia en anglais intitulé « Eutropia » (voir la liste des auteurs).